# فروردین ۱۳۷۵

## زادروزها
- ۱ - کامران قاسم‌پور، کشتی‌گیر آزادکار
- ۳ - مجتبی مقتدایی، فوتبالیست
- ۲۶ - رضا میرزایی، فوتبالیست

## درگذشت‌ها

محمداسماعیل رضوانی

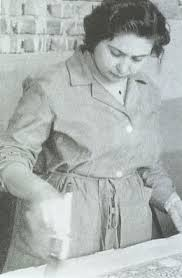
کلارا آبکار

جلال مقدم

- فروردین - احمد معینی، بازیگر (زاده ۱۳۰۲)
- ۱ - کلارا آبکار، نگارگر، مینیاتوریست و تذهیب کار ایرانی ارمنی‌تبار (زاده ۱۲۹۴)
- ۵ - دکتر محمداسماعیل رضوانی، استاد تاریخ معاصر ایران (زاده ۱۳۰۰)
- ۲۹ - جلال مقدم، منتقد و بازیگر سینما. (زاده ۱۳۰۸)